# SMS V 84
SMS V 84 – niemiecki niszczyciel z okresu I wojny światowej, osiemnasta jednostka typu V 67. Okręt wyposażony był w trzy kotły parowe opalane ropą, a zapas paliwa wynosił 306 ton. Zatonął na minie na Morzu Północnym 26 maja 1917 roku .